# Катер

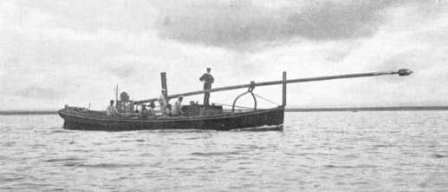
Паровой минный катер с шестовой миной в походном положении.

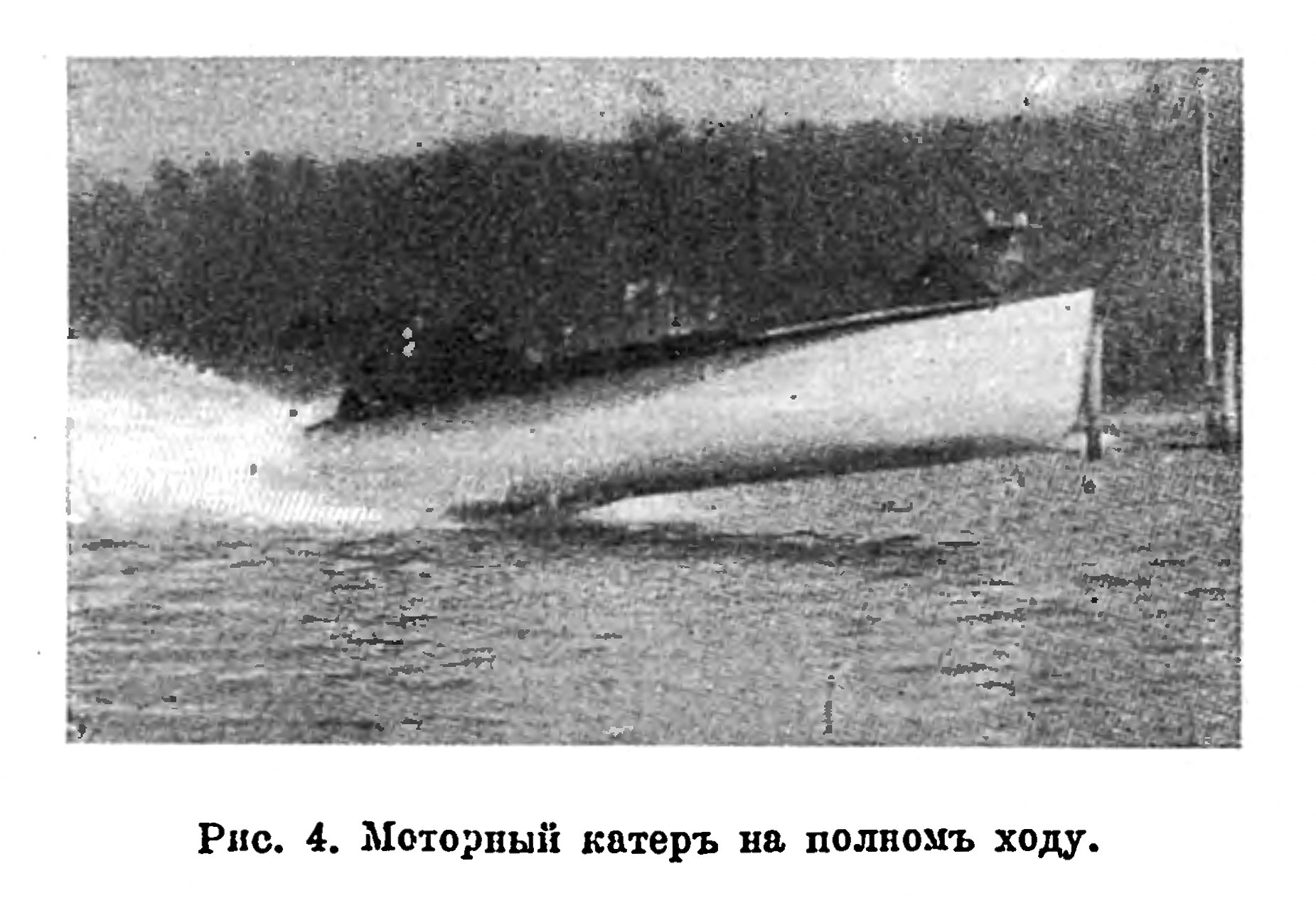
Моторный катер на полном ходу.

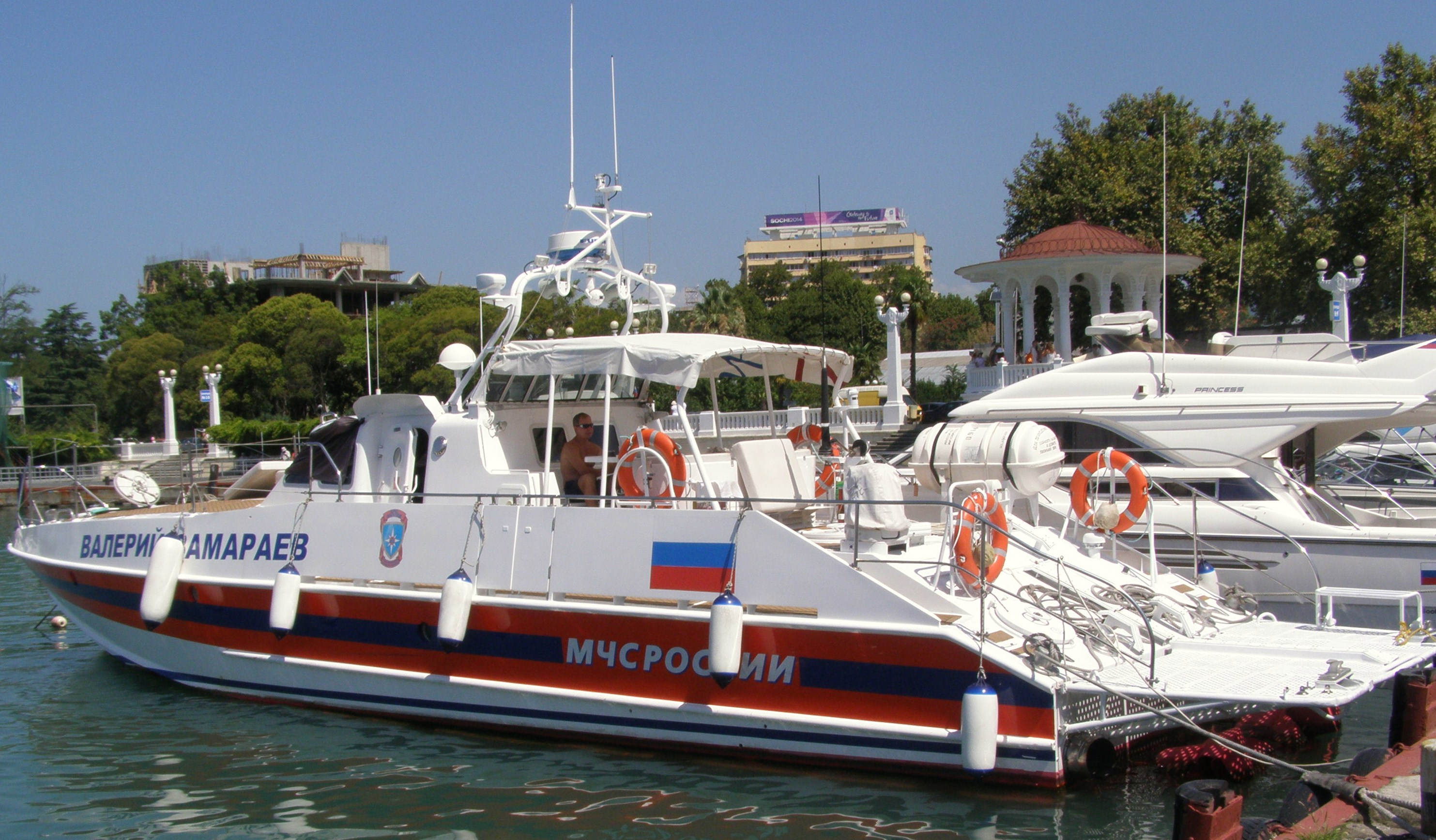
Патрульный катер проекта 12150 или «Мангуст».

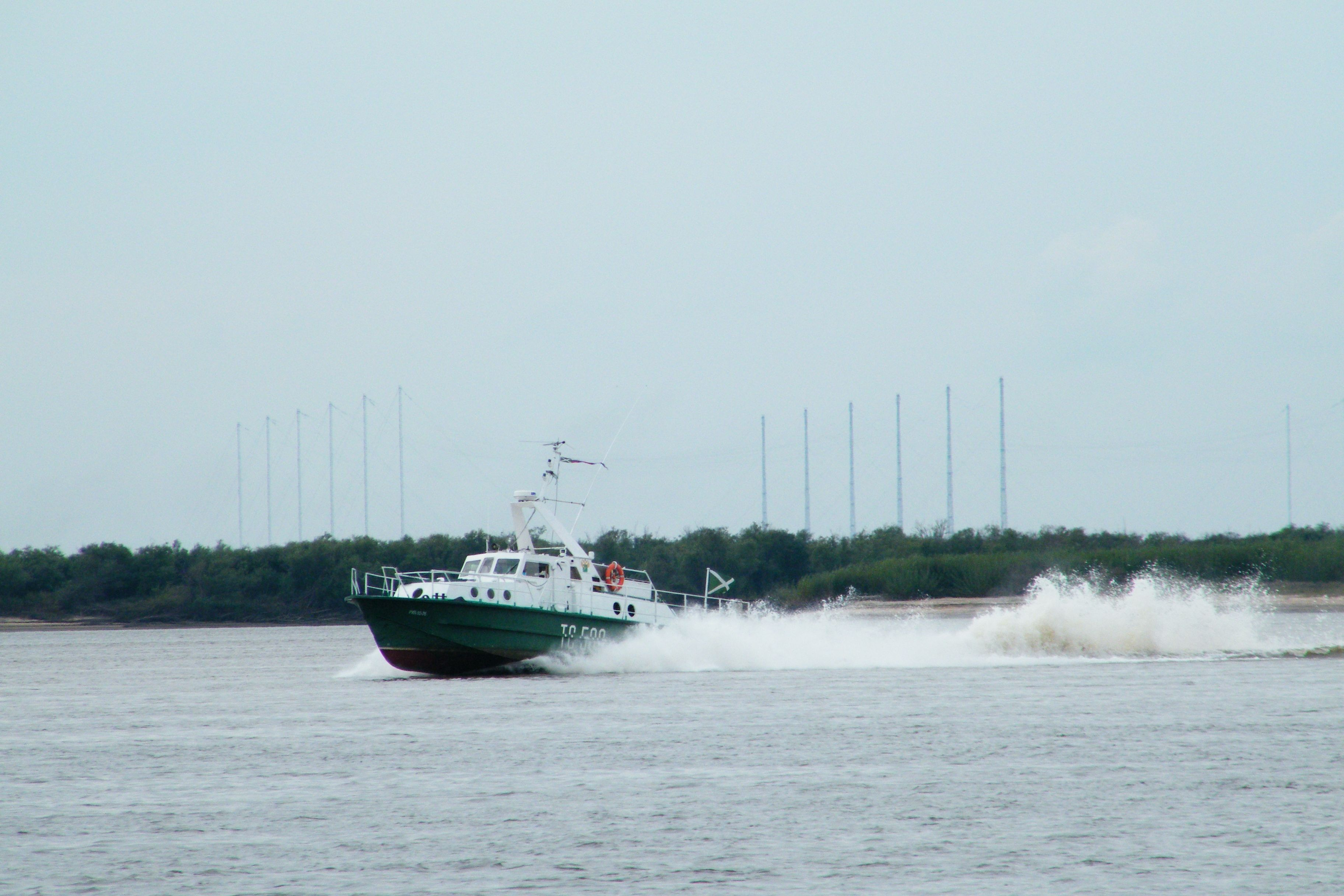
Сторожевой катер проекта 14081М «Сайгак», Амурская пограничная флотилия.

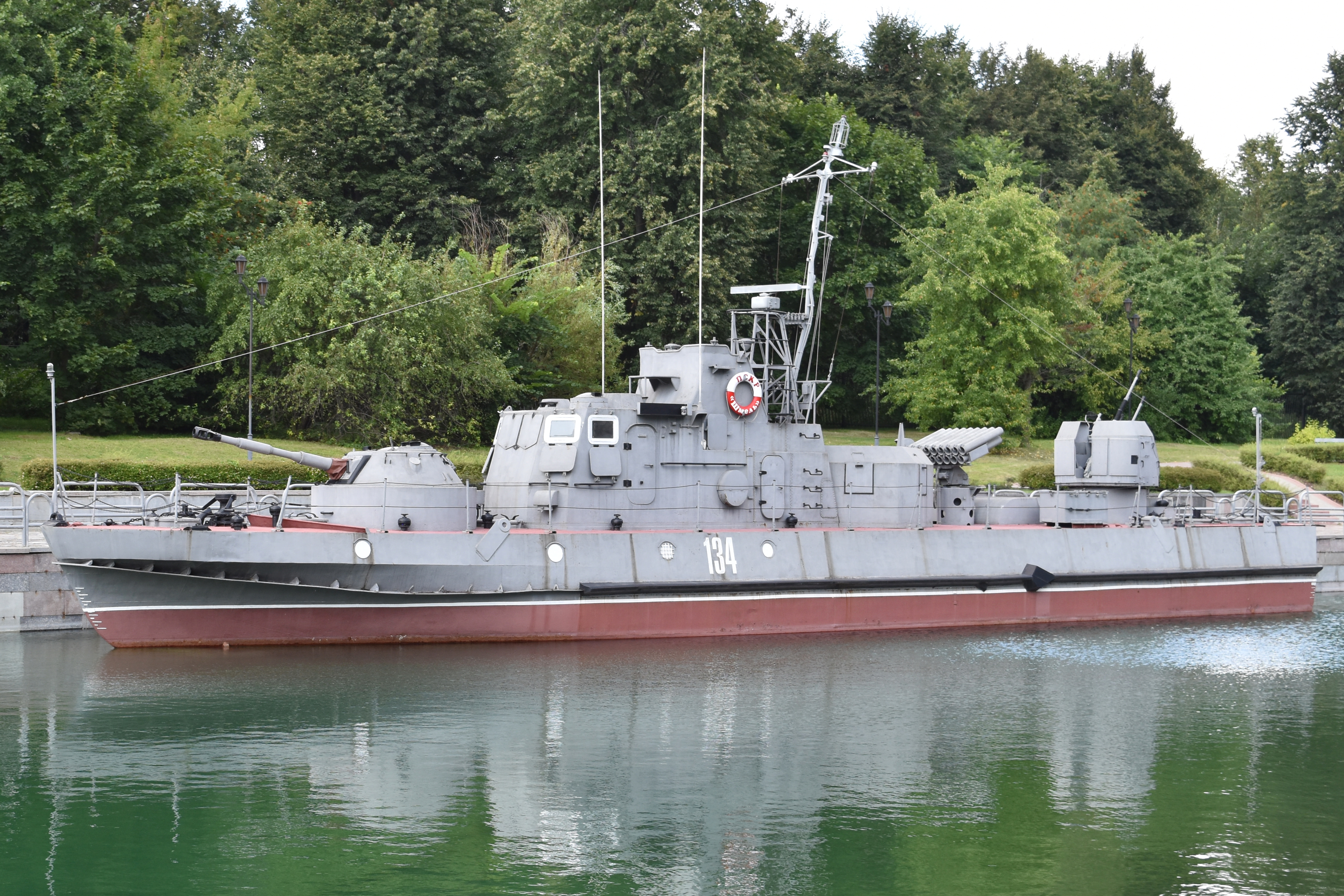
Артиллерийский катер проекта 1204. Москва. 2017 год. Фотография в высоком разрешении.

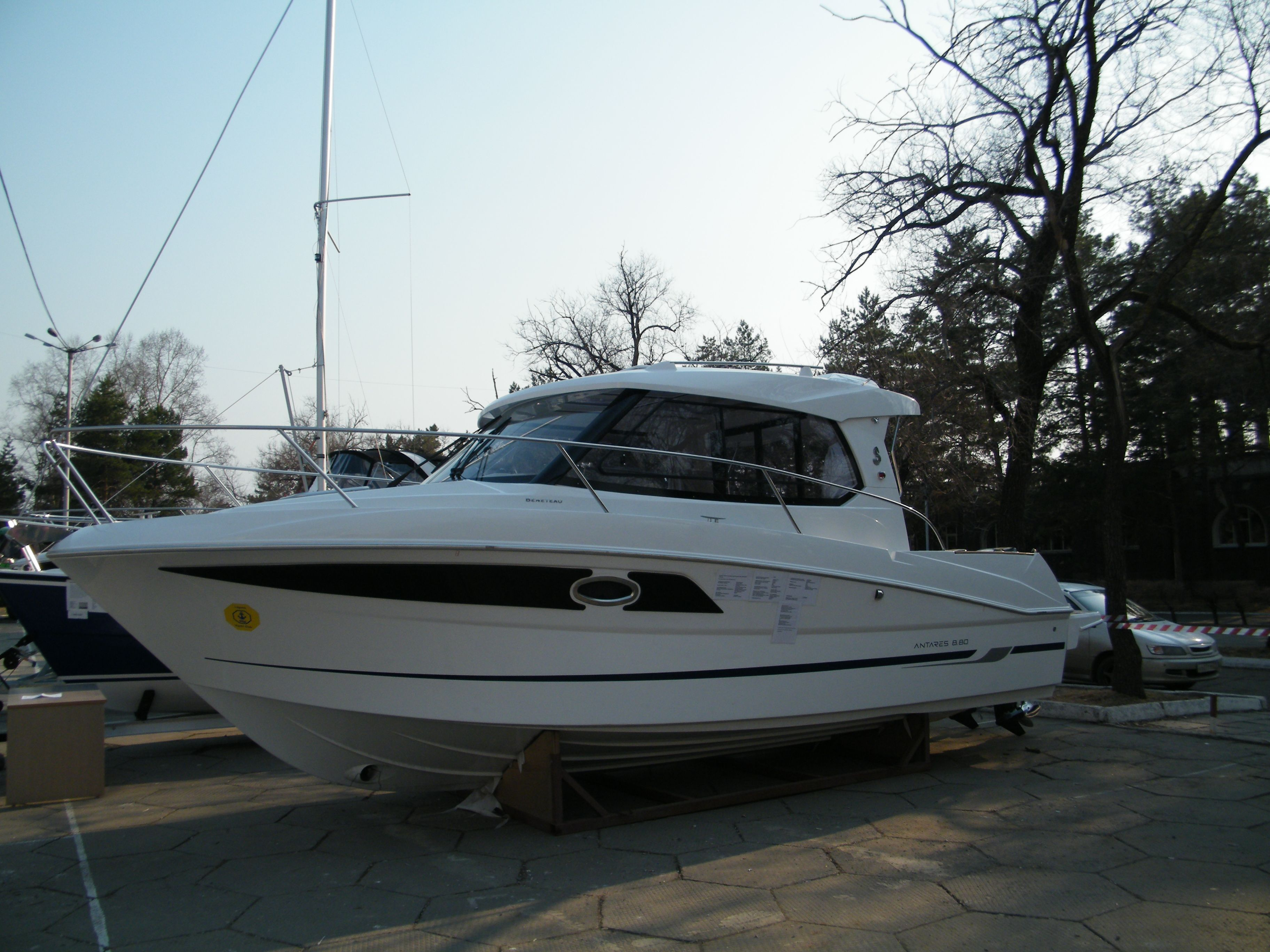
Катер Antares-8.80 с двумя подвесными моторами общей мощностью до 300 л. с.

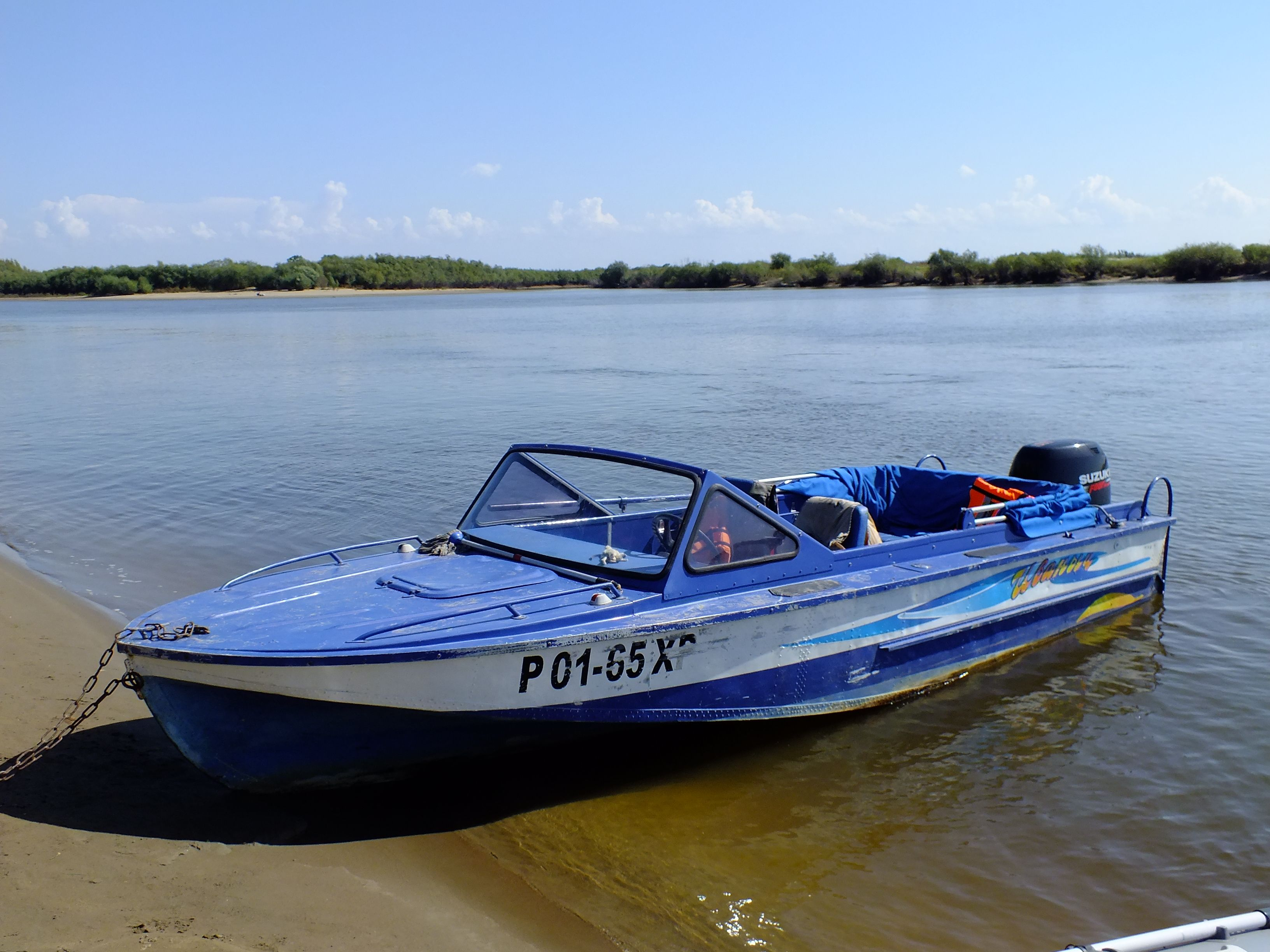
«Амур» — единственный из выпускавшихся в СССР катер со стационарным двигателем, поступавший в розничную торговлю для продажи населению. В постсоветское время начат выпуск моделей, рассчитанных на установку подвесного двигателя. На фото «Амур» с четырёхтактным лодочным мотором Suzuki-115.

Ка́тер, Кутер (от англ. cutter — «тот, кто режет, разрезает», «резак») — общее название небольших судов или небольших кораблей военно-морского флота. 
В других источниках указано что Ка́тер м. одномачтовое парусное судно, тендер. || Гребное судно, о 8 — 24 веслах; на флоте, уступает он в величине только баркасу. || На реках, перевозное гребное судно, больше лодок и яликов. Позднее создаются для различных задач паровые катера, которые постепенно вытесняются моторными. В настоящее время катер имеет два значения:
- малое судно, преимущественно со стационарным двигателем, имеющее ограниченные автономность плавания и время пребывания команды на судне;
- шлюпка, многовёсельная корабельная или судовая, с двухмачтовым парусным вооружением[5].

## История
На начало XX столетия Катер, одна из категорий военных шлюпок, тип гребной шлюпки на судах. В русском флоте второй по величине после баркаса, от которого отличался более лёгкой постройкой и острыми обводами, на нём было от 10 до 16 вёсел. А судовая паровая шлюпка — паровой катер. Также был и минный катер — паровой катер с небольшим минным аппаратом в носу, корабль небольшого водоизмещения, предназначенный для постановки мин заграждения.
В начале XX столетия, от устанавливаемых на небольших судах, типа шлюпок и катеров, двигателей автомобильного типа появились Автомобильные суда, например: катер, в период Первой мировой войны, в Русском Черноморском флоте, длиной 18,3 метра, шириной 3,05 метра, осадкой в воде 0,685  метра, водоизмещением 14,5 тонн, мощность механизмов 720 л. с. и скорость хода около 26 узлов (до 54 км) в час.
Однако бывают и исключения: в Севастополе катерами зовутся теплоходы проекта 1438, которые работают на городских маршрутах.
Главное отличие малых катеров от лодок — наличие мотора в качестве силовой установки, а от моторных лодок — его стационарная установка. Изначально катерами (куттерами) назывались лёгкие одномачтовые суда. Впрочем, широко распространены катера с каютами со спальными местами, с гальюном, при этом рассчитанные на установку нескольких именно подвесных моторов, нередко общей мощностью в несколько сотен лошадиных сил.

## Виды и типы
На начало XX столетия катера, по видам и типам, разделялись по:
- своему назначению на рабочие, лёгкие или офицерские и минные;
- роду двигателя, на паровые, моторные и гребные;
- материалу изготовления корпуса на деревянные и стальные[4].

Позже катера разделялись на:
- Боевой катер
  - Канонерка
  - Артиллерийский катер
  - Торпедный катер
  - Ракетный катер
  - Сторожевой катер
  - Патрульный катер
- Пассажирский катер
- Грузовой катер
- Спасательный катер
- Туристический катер
- Прогулочный катер
- Гоночный катер
- Глиссер
- другие.

В настоящее время катера — малые суда, по видам и типам, подразделяют по:
- назначению, на катера:
  - транспортные (пассажирские, туристические, экскурсионные, прогулочные, грузовые, буксировщики);
  - военные (торпедные, ракетные, противолодочные, противоминные, сторожевые, десантные, артиллерийские и другие);
  - вспомогательные (разъездные, лоцманские, водолазные, гидрографические), промысловые, спортивные и тому подобное.
- принципу движения, на катера:
  - плавающие (водоизмещающие);
  - движущиеся в переходном режиме;
  - глиссирующие, на подводных крыльях;
  - на воздушной подушке.
- архитектурно-конструктивному типу, на катера:
  - однокорпусные;
  - катамараны;
  - многокорпусные[5].

Катера — как шлюпки на посыльные, учебные, рабочие и спасательные.